# ペール
ペール (ドイツ語: Pähl) は、ドイツ連邦共和国バイエルン州オーバーバイエルン行政管区のヴァイルハイム＝ショーンガウ郡に属す町村（以下、本項では便宜上「町」と既述する）。

## 地理
ペールはオーバーラント地方に位置する。

### 自治体の構成
この町は、公式には 12の地区 (Ort) からなる。このうち小集落や孤立農場などを除く集落を以下に列記する。
- アイデンリート
- ミッターフィッシェン
- ペール
- フォルダーフィッシェン

## 歴史
ペールはタッシロ3世の時代に創設された。この町は3つの城館を持つ重要な領主所在地として発展した。現在、このうち2つの城館が遺されている。ペール城（ホッホシュロス）はアンデクス修道院の所有であった。フィーレック伯はここにホーフマルクトを有していた。ペールは、バイエルン選帝侯のミュンヘン会計局、ヴァイルハイム地方裁判所に属した。

### 人口推移
- 1970年 1,333人
- 1987年 1,676人
- 2000年 2,223人
- 2007年 2,640人

## 行政
2011年6月26日からヴェルナー・グリュンバウアー (Unabhängige Bürgerliste für Pähl und Fischen UBL) が町長を務めている。
1978年に成立したペール＝ライスティング行政共同体は2007年1月1日に解消された。

## 文化と見所

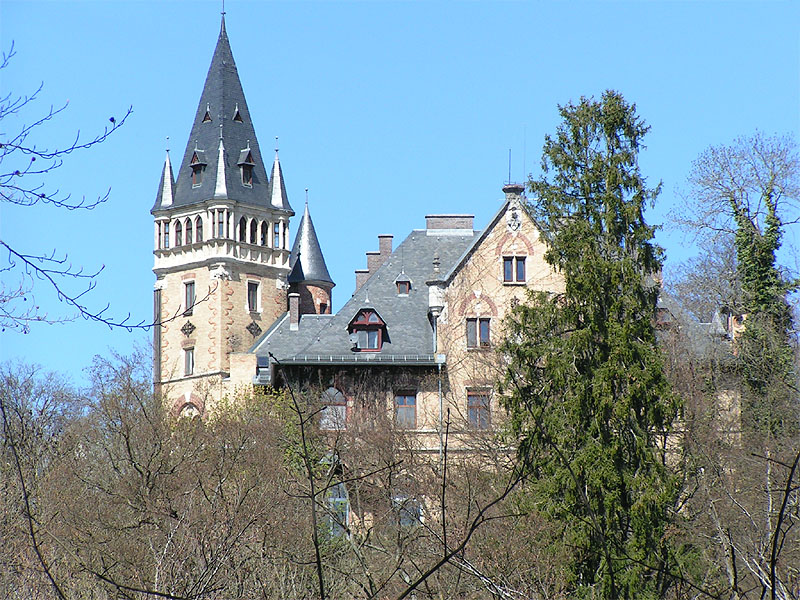
ペール城

- フィッシェン・アム・アンマーゼー地区の銅博物館は2006年夏に開館した。
- ペール内には、愛情込めて手入れがなされた400年以上前の水車小屋が遺されている。水車小屋としての働きは20世紀初頭に停止している。この建物ではレストラン「ミュラース・ルスト」（粉屋の愉しみ）とアンティークショップが営業している。
- ホッホシュロスとヒルシュベルク牧草地の麓にナーゲルフルー（礫岩の一種）のジオトープ、ペーラーシュルフトが伸びている。
- 1200年以上の歴史を持つケルシュラハ小集落と聖ウルリヒ礼拝堂
- グート・ケルシュラハの小城があるケルシュラハ旧修道院所領。
- 郵便馬車路線、ケルシュラハから歴史的なケーニヒ・ルートヴィヒ・ヴェクを通ってノイシュヴァンシュタイン城やホーエンシュヴァンガウ城へ郵便馬車が定期的に通っていた。
- アンマー渓谷やアルプス連山の比類のないパノラマが楽しめるヒルシュベルク展望台
- アンマー湖南岸の自然・鳥類保護区
- 毎年11月に行われるレオンハルトの騎馬行列
- 1883年から1885年に建築家アルベルト・シュミットの設計に基づき新たに建設されたペール城（ホッホシュロス）は私邸であり、入ることはできない。

### スポーツクラブ
最大のスポーツクラブはTSVペールである。約600人の会員が主にサッカー、テニス、Eisstockschießen、卓球を楽しんでいる。他にジュニア陸上、フィギュアスキーといった競技もある。フィッシェン地区には小さなサッカークラブがある。このクラブは2006年4月に創設された。
ペール城の近くに、1987年に設立された18ホールのホーエンペール・ゴルフクラブe.V. がある。

## 経済

### 教育
- ライスティング＝ペール学校連盟の基礎課程学校（第1 - 4学年）

## 引用
1. ↑  https://www.statistikdaten.bayern.de/genesis/online?operation=result&code=12411-003r&leerzeilen=false&language=de Genesis-Online-Datenbank des Bayerischen Landesamtes für Statistik Tabelle 12411-003r Fortschreibung des Bevölkerungsstandes: Gemeinden, Stichtag (Einwohnerzahlen auf Grundlage des Zensus 2011)
2. ↑  Bayerische Landesbibliothek Online
3. 1 2  Georg Paula, Stefanie Berg-Hobohm: Landkreis Weilheim-Schongau: Denkmäler in Bayern., Karl M Lipp Verlag München 2003, Band 1, Seite 199